# Jesús Ferreira
Jesús David Ferreira Castro (* 24. Dezember 2000 in Santa Marta, Departamento del Magdalena, Kolumbien) ist ein kolumbianisch-US-amerikanischer Fußballspieler auf der Position eines Stürmers.

## Karriere

### Verein
Jesús Ferreira wurde am 24. Dezember 2000 in der Hafenstadt Santa Marta, der Hauptstadt des Departamento del Magdalena, im Norden Kolumbiens als Sohn des Fußballspielers David Ferreira geboren. Als David Ferreira im Jahre 2009 mit seiner Familie in die Vereinigten Staaten kam, nachdem er vom Major-League-Soccer-Franchise FC Dallas unter Vertrag genommen wurde, meldete er auch seinen damals achtjährigen Sohn beim FC Dallas an. Dort durchlief dieser sämtlich Nachwuchsspielklassen und kam unter anderem in der Saison 2015/16 für die U-16-Akademiemannschaft des Franchises zum Einsatz. In dieser Spielzeit wurde er mit der Mannschaft überlegener Meister seiner Altersgruppe, wobei sich der FC Dallas in dieser Saison auch mit der U-18-Mannschaft als Meister durchsetzen konnte. In dieser Meistersaison gelangen ihm 26 Treffer. Seit seinem Aufstieg in die Akademie des Franchises im Jahre 2013 kam Ferreira – die Saison 2017/18 noch nicht mit eingerechnet – in 48 von 50 Spielen als Starter zum Torerfolg.
Über die Homegrown Player Rule bekam Ferreira im November 2016 einen Profivertrag bei den Texanern und gab daraufhin am 4. Juni 2017 sein Pflichtspieldebüt, als er in der 71. Spielminute für Roland Lamah auf den Rasen kam und in der 89. Minute, nach Vorlage von Michael Barrios, den Treffer zum 6:2-Endstand gegen Real Salt Lake erzielte. Mit seinem Treffer wurde er mit 16 Jahren und 161 Tagen zum zweitjüngsten Torschützen hinter dem kaum zu schlagenden Rekord von Freddy Adu, der bei seinem Tor am 17. April 2004 gerade einmal 14 Jahre und 320 Tage alt war. Gleichzeitig galten Jesús und David Ferreira nach diesem Treffer als das dritte Vater-Sohn-Gespann, denen es gelang zumindest einen Treffer in der Major League Soccer zu erzielen. Davor gelang dies nur Alex Bunbury und Teal Bunbury sowie Adolfo Valencia und José Adolfo Valencia. Im weiteren Saisonverlauf saß er noch zwei Mal auf der Ersatzbank des Profiteams, ansonsten gehörte er dem Akademieteam an.
Nachdem er 2018 leihweise für den Tulsa Roughnecks FC in der zweitklassigen USL Championship gespielt hatte, kehrte er nah Dallas zurück und ist seitdem Stammspieler. Mittlerweile erzielte der Stürmer in 159 Pflichtspielen für den Verein 51 Treffer und erreichte zwei Mal das Play off-Viertelfinale der Major League Soccer.

### Nationalmannschaft
Am 1. Februar 2020 debütierte Ferreira bei einem Testspiel gegen Costa Rica für die US-amerikanische A-Nationalmannschaft und wurde beim 1:0-Sieg in der 62. Minute für Gyasi Zardes ausgewechselt. Bei seinem zweiten Einsatz schoss er beim Spiel gegen Trinidad & Tobago (7:0) auch seine ersten beiden Tore für das Team.
Im März 2021 bestritt Ferreira dann mit der US-amerikanischen U-23-Auswahl die Olympiaqualifikation. Dabei schied die Mannschaft im Halbfinale gegen Honduras (1:2) aus, der Stürmer erzielte während des Turniers in vier Partien einen Treffer.
Bei der Weltmeisterschaft 2022 in Katar gehörte Ferreira zum Kader von Trainer Gregg Berhalter und kam bei der 1:3-Niederlage im Achtelfinale gegen die Niederlande zu einem 45-minütigem Einsatz. Im Juli 2023 wurde er mit 7 Treffern zwar Torschützenkönig des CONCACAF Gold Cups, schied aber wieder vorzeitig im Halbfinale gegen Panama (5:6 n. E.) aus.

## Erfolge
- Torschützenkönig des CONCACAF Gold Cups: 2023 (7 Tore)